# Liste der Chiefs of Engineers der US-Armee

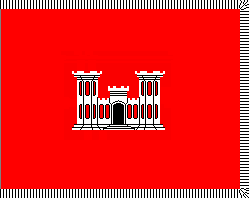
Dienstflagge des Chief of Engineers

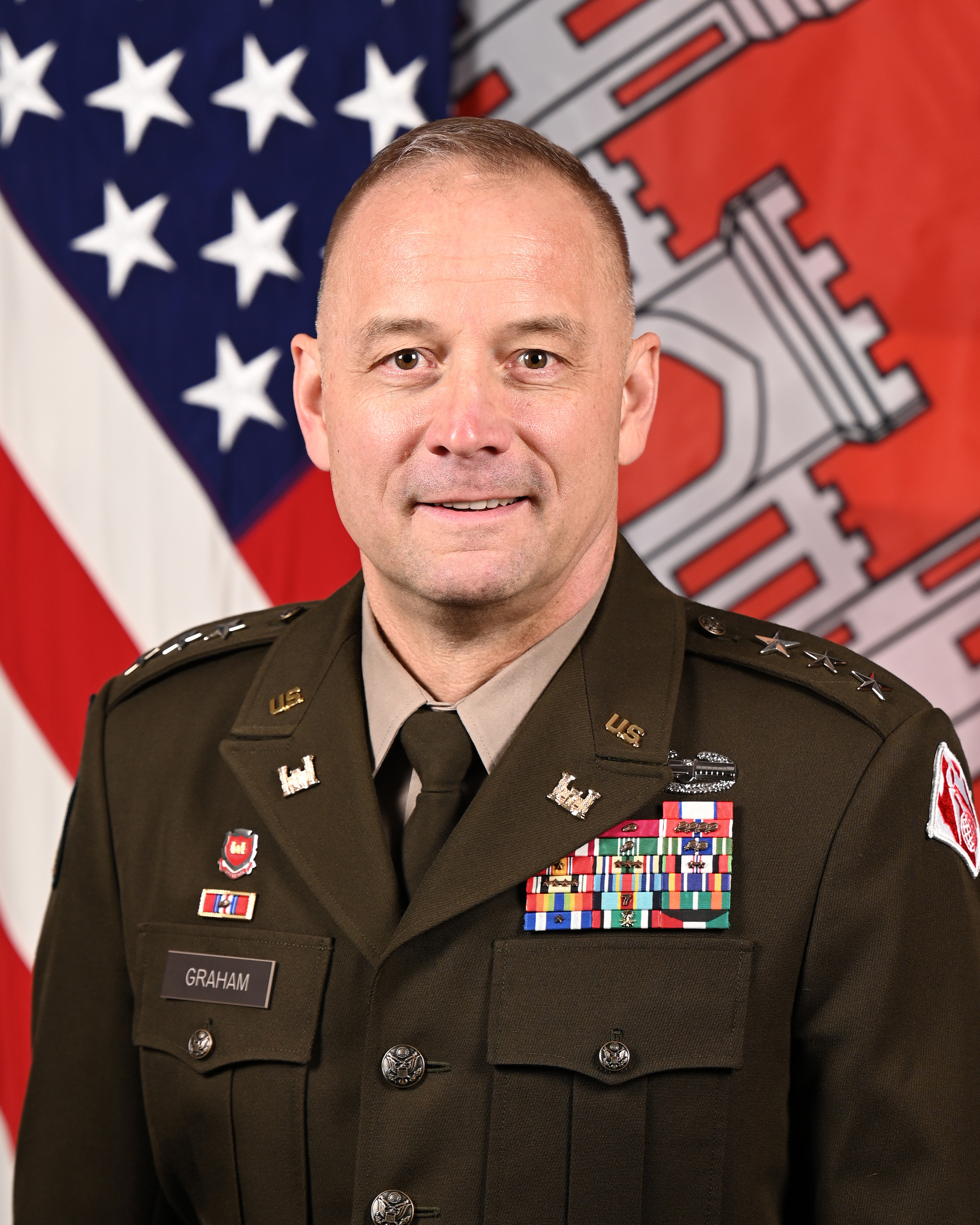
Der gegenwärtige Amtsinhaber, LTG William H. Graham Jr.

Der Chief of Engineers ist der Kommandant aller Einheiten des United States Army Corps of Engineers. Die Stelle ist im Generalstab des Pentagon angesiedelt. Der Chief of Engineers berät die United States Army in allen ingenieurtechnischen Fragen und übt die Kontrolle über die Vermessungstätigkeit, Bauprogramme und ähnliche Aufgaben des Corps of Engineers aus.
Als Leiter eines Hauptkommandos der US-Armee steht dem Chief of Engineers gegenwärtig der etatmäßige Rang eines Generalleutnants zu, seine reguläre Amtszeit beträgt vier Jahre. Er untersteht der zivilen Kontrolle durch den Assistant Secretary of the Army (Civil Works) und wird vom Präsidenten nach vorheriger Beratung und mit Zustimmung des Senats ernannt.
Historisch bestand der Posten eines Chief Engineer unter wechselnden Bezeichnungen bereits zu Zeiten der Kontinentalarmee.

## Liste
Stand: Dezember 2024
| Chief Engineer, Continental Army                       |                            |                                                   |
| Colonel                                                | Richard Gridley            | Juni 1775 – April 1776                            |
| Colonel                                                | Rufus Putnam               | April – Dezember 1776                             |
| Major General                                          | Louis Le Bègue Duportail   | Juli 1777 – Oktober 1783                          |
| Commandant, Corps of Artillerists and Engineers        |                            |                                                   |
| Lieutenant Colonel                                     | Stephen Rochefontaine      | Februar 1795 – Mai 1798                           |
| Commandant, 1st Regiment of Artillerists and Engineers |                            |                                                   |
| Lieutenant Colonel                                     | Henry Burbeck              | Mai 1798 – April 1802                             |
| Chief Engineer                                         |                            |                                                   |
| Colonel                                                | Jonathan Williams          | April 1802 – Juni 1803 und April 1805 – Juli 1812 |
| Colonel                                                | Joseph Gardner Swift       | Juli 1812 – November 1818                         |
| Colonel                                                | Walker Keith Armistead     | November 1818 – Juni 1821                         |
| Colonel                                                | Alexander Macomb           | Juni 1821 – Mai 1828                              |
| Colonel                                                | Charles Gratiot            | Mai 1828 – Dezember 1838                          |
| Brigadier General                                      | Joseph Gilbert Totten      | Dezember 1838 – April 1864                        |
| Brigadier General                                      | Richard Delafield          | April 1864 – August 1866                          |
| Chief of Engineers                                     |                            |                                                   |
| Brigadier General                                      | Andrew A. Humphreys        | August 1866 – Juni 1879                           |
| Brigadier General                                      | Horatio Wright             | Juni 1879 – März 1884                             |
| Brigadier General                                      | John Newton                | März 1884 – August 1886                           |
| Brigadier General                                      | James Chatham Duane        | Oktober 1886 – Juni 1888                          |
| Brigadier General                                      | Thomas Lincoln Casey       | Juli 1888 – Mai 1895                              |
| Brigadier General                                      | William Price Craighill    | Mai 1895 – Februar 1897                           |
| Brigadier General                                      | John Moulder Wilson        | Februar 1897 – April 1901                         |
| Brigadier General                                      | Henry Martyn Robert        | April – Mai 1901                                  |
| Brigadier General                                      | John W. Barlow             | Mai 1901                                          |
| Brigadier General                                      | George Lewis Gillespie Jr. | Mai 1901 – Januar 1904                            |
| Brigadier General                                      | Alexander Mackenzie        | Januar 1904 – Mai 1908                            |
| Brigadier General                                      | William Louis Marshall     | Juli 1908 – Juni 1910                             |
| Brigadier General                                      | William Herbert Bixby      | Juni 1910 – August 1913                           |
| Brigadier General                                      | William Trent Rossell      | August – Oktober 1913                             |
| Brigadier General                                      | Dan Christie Kingman       | Oktober 1913 – März 1916                          |
| Major General                                          | William Murray Black       | März 1916 – Oktober 1919                          |
| Major General                                          | Lansing Hoskins Beach      | Februar 1920 – Juni 1924                          |
| Major General                                          | Harry Taylor               | Juni 1924 – Juni 1926                             |
| Major General                                          | Edgar Jadwin               | Juni 1926 – August 1929                           |
| Major General                                          | Lytle Brown                | Oktober 1929 – Oktober 1933                       |
| Major General                                          | Edward Murphy Markham      | Oktober 1933 – Oktober 1937                       |
| Major General                                          | Julian Larcombe Schley     | Oktober 1937 – Oktober 1941                       |
| Lieutenant General                                     | Eugene Reybold             | Oktober 1941 – September 1945                     |
| Lieutenant General                                     | Raymond Albert Wheeler     | Oktober 1945 – Februar 1949                       |
| Lieutenant General                                     | Lewis A. Pick              | März 1949 – Januar 1953                           |
| Lieutenant General                                     | Samuel D. Sturgis III      | Januar 1953 – September 1956                      |
| Lieutenant General                                     | Emerson C. Itschner        | Oktober 1956 – März 1961                          |
| Lieutenant General                                     | Walter K. Wilson Jr.       | Mai 1961 – Juni 1965                              |
| Lieutenant General                                     | William F. Cassidy         | Juli 1965 – Juli 1969                             |
| Lieutenant General                                     | Frederick J. Clarke        | August 1969 – Juli 1973                           |
| Lieutenant General                                     | William C. Gribble Jr.     | August 1973 – Juni 1976                           |
| Lieutenant General                                     | John W. Morris             | Juli 1976 – September 1980                        |
| Lieutenant General                                     | Joseph K. Bratton          | Oktober 1980 – September 1984                     |
| Lieutenant General                                     | Elvin R. Heiberg III       | September 1984 – Mai 1988                         |
| Lieutenant General                                     | Henry J. Hatch             | Juni 1988 – Juni 1992                             |
| Lieutenant General                                     | Arthur E. Williams         | August 1992 – Juni 1996                           |
| Lieutenant General                                     | Joe N. Ballard             | Oktober 1996 – August 2000                        |
| Lieutenant General                                     | Robert B. Flowers          | Oktober 2000 – Juli 2004                          |
| Lieutenant General                                     | Carl A. Strock             | Juli 2004 – Mai 2007                              |
| Lieutenant General                                     | Robert L. Van Antwerp      | Mai 2007 – Juni 2011                              |
| Major General                                          | Merdith W. B. Temple       | Juni 2011 – Mai 2012 (Kommissarisch)              |
| Lieutenant General                                     | Thomas P. Bostick          | Mai 2012 – Mai 2016                               |
| Lieutenant General                                     | Todd T. Semonite           | Mai 2016 – September 2020                         |
| Lieutenant General                                     | Scott A. Spellmon          | seit September 2020 – 13. September 2024          |
| Lieutenant General                                     | William H. Graham Jr.      | seit dem 13. September 2024                       |